# Kissamos
Kissamos (griechisch Κίσσαμος (f. sg.) auch (m. sg.), latinisiert: Cisamus) ist eine Gemeinde (Δήμος, Dimos) im Nordwesten des Regionalbezirks Chania auf der griechischen Mittelmeerinsel Kreta. In der von regem Ausflugsverkehr abgesehen nur wenig vom Tourismus erschlossenen Region befinden sich einige der schönsten Inselstrände.
Obwohl der offizielle Name der Stadt nur Kissamos lautet, ist der Name Kissamou Kastelli (Κισσάμου Καστέλλι) oder auch nur Kastelli sowohl in der Bevölkerung als auch auf Karten und in Reiseführern noch weit verbreitet. Die Umbenennung erfolgte zur Unterscheidung von der Kleinstadt Kastelli südöstlich von Iraklio.
Die Stadt ist ein regionales Zentrum mit Supermärkten und weiteren Geschäften sowie Krankenstation, Polizei und Feuerwehr. Die nächstgelegene Großstadt ist Chania.

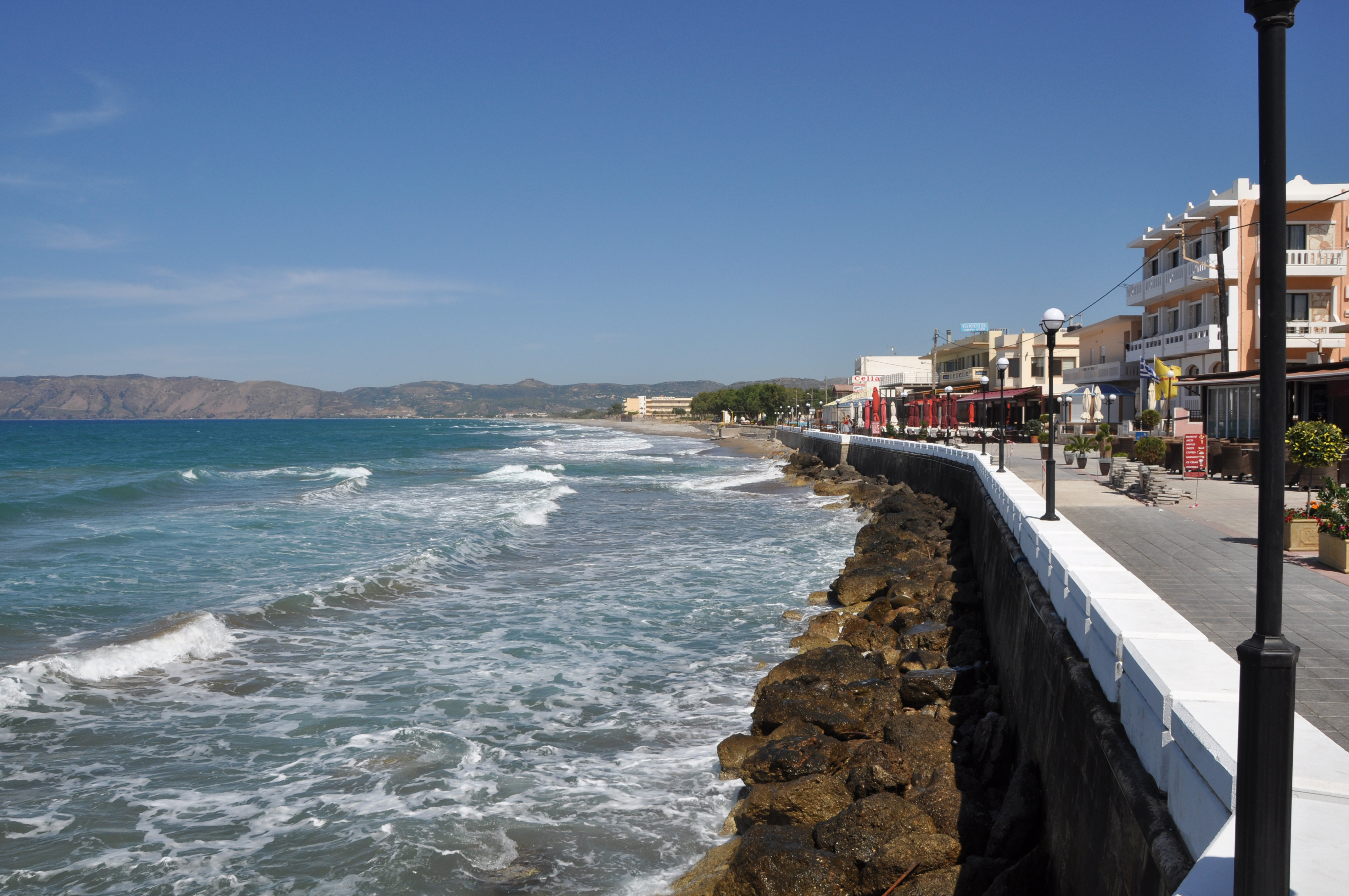
Uferpromenade

## Bischofssitz
Kissamos ist Sitz der Metropolie (Diözese) Kissamos und Selino. Durch die Aktivitäten des populären langjährigen Metropoliten Irineos Galanakis erlangte die Diözese Bedeutung für ganz Kreta. Sein Nachfolger ist Metropolit Amphilochios Andronikakis.

## Geografie
Geografische Lage
Die Stadt Kissamos liegt etwa 35 Kilometer westlich von Chania, am Golf von Kissamos, der im Westen durch die Halbinsel Gramvousa und im Osten durch die Halbinsel Rodopou begrenzt wird. Sie befindet sich fast an der Ostgrenze des Gemeindegebietes, das sich südlich bis zur Insel Elafonisi, westlich zum Meer am Kap Xoskalo und nördlich bis zum Kap Kokala auf der Insel Agria Gramvousa erstreckt.

## Gemeindegliederung
Die Gemeinde Kissamos wurde durch die Zusammenlegung der Gemeinden und jetzigen Gemeindebezirke Inachori, Kissamos und Mythimna auf Grund des Kallikratis-Gesetzes aus dem Jahr 2010 gebildet. Verwaltungssitz ist die 4275 Einwohner zählende Kleinstadt Kissamos an der nördlichen Küste der Gemeinde am Golf von Kissamos.
| Gemeindebezirk    | griechischer Name          | Code   | Fläche (km²) | Einwohner 2011 | Einwohner 2021 | Dimotiki Kinotita (Δημοτική Κοινότητα)                                                                                          | Lage |
| ----------------- | -------------------------- | ------ | ------------ | -------------- | -------------- | --- | ---- |
| Kissamos          | Δημοτική Ενότητα Κισσάμου  | 740501 | 149,966      | 7.579          | 7.608          | Gramvousa, Kalathenes, Kallergiana, Kissamos, Koukounara, Lousakies, Platanos, Polyrrinia, Sirikari                             |      |
| Inachori          | Δημοτική Ενότητα Ιναχωρίου | 740502 | 136,585      | 0912           | 0908           | Amygdalokefalion (Αμυγδαλοκεφάλιον), Elos, Kambos, Kefali, Perivolia, Strovles, Vahti, Vlatos                                   |      |
| Mythimna          | Δημοτική Ενότητα Μυθήμνης  | 740503 | 55,383       | 2.299          | 2.116          | Cherethiana, Drapanias, Faleliana, Kaloudiana, Malathyros, Pervolakia, Potamida, Rokka, Sasalos, Sfakopigadi, Topolia, Voulgaro |      |
| Gemeinde Kissamos | Gemeinde Kissamos          | 7405   | 341,934      | 10.790         | 10.632         | |      |

## Geschichte
An der Stelle des heutigen Kissamos befand sich in der Antike die bis in die nachminoische Zeit zurückreichende gleichnamige Stadt. Ob Kissamos ein Hafen von Polyrrhenia war, ist umstritten. Bis heute sind die Beziehungen zwischen Phalasarna, einem Hafen der Antike, Kissamos selbst und Polyrrhenia nicht endgültig geklärt.
Unter römischer Herrschaft erlangte Kissamos im 3. Jahrhundert n. Chr. eine gewisse Selbständigkeit. Aus römischer Zeit wurden ein Haus, eine Badeanlage, eine Zisterne und Reste eines Aquädukts, ferner geringe Reste eines Theaters entdeckt. In der Tabula Peutingeriana wird der Ort Cisamos genannt und an einer Straße liegend angeführt, die von Cydonia (Chania) kommend über Cantano (Kandanos) nach Liso (Lissos) an der Südküste führte. Weitere Ausgrabungen dauern an verschiedenen Stellen der Stadt an.
Im Jahr 342 wurde Kissamos Bischofssitz. Im 12. Jahrhundert wurde es von Genua eingenommen, 1550 von den Venezianern befestigt. Für die Mauern wurden Bauteile des römischen Hafens verwendet, dessen Steine wiederum aus den Ruinen der nachminoischen Siedlung stammten.
Als erster befestigter Platz auf Kreta fiel das Kastell 1645 an die Türken. 1692 und 1821 gelang es kretischen Aufständischen, vorübergehend den Platz einzunehmen. Ein weiterer Versuch, Kissamos den Türken zu entreißen, schlug 1866 fehl. Mittlerweile sind nur noch kleine Teile der Befestigungsmauern zu sehen.

## Wirtschaft und Infrastruktur
Kissamos ist von Landwirtschaft geprägt und Handelszentrum der umliegenden Gegend. Tourismus spielt wirtschaftlich bislang nur eine untergeordnete, wenn auch wachsende Rolle.
Verkehr
Kissamos hat zwei Häfen: einen kleinen Fischerhafen und den Fährhafen am Kap Kavonisi, der sich etwa drei Kilometer nordwestlich der Stadt in Richtung Kaliviani befindet. Von dort laufen Ausflugsschiffe unter anderem zur Insel Imeri Gramvousa und zur Bucht und Lagune von Balos an der Nordwestküste der Halbinsel Gramvousa aus. Ganzjährig verkehrende Fähren über die Inseln Antikythira und Kythira nach Gythio auf dem Peloponnes startet von dort.
Weitere Anbindung nach Chania gibt es über die Autobahn, sowie von dort über den großen Fährhafen in Souda nach Athen und über den Flughafen Chania innergriechisch nach Athen und Thessaloniki, sowie diverse europäische Ziele, vor allem im Sommer. Außerdem verkehren regional und überregional die Linienbusse der KTEL Chanion.
Tourismus
Etliche Mittelklassehotels und kleinere Apartmentanlagen, ein großes Luxushotel ist im Bau (voraussichtliche Eröffnung 2026), machen die Stadt zu einem guten Standort im Westen der Insel. Mit den Stränden von Balos, Elafonisi und Falassarna befinden sich drei der beliebtesten Ausflugsziele Westkretas in der Nähe der Stadt. Wanderer finden auf der Halbinsel Rodopos etliche Routen. Wenige Kilometer südöstlich von Kissamos kann die Deliana-Mesavlia-Schlucht, an der Westküste die Kambos-Schlucht erwandert werden, an deren Mündung sich ein touristisch unerschlossener Strand befindet.
Ein viel beachtetes Projekt des nachhaltigen Tourismus ist Milia im bewaldeten Hügelland 17 Kilometer südlich von Kissamos. Dort wurde in den 1990er Jahren ein verlassenes Dorf zu neuem Leben erweckt und nach ökologischen Grundsätzen für den Landtourismus restauriert. Auf ausgeschilderten Wanderwegen kann die nähere Umgebung erkundet werden.

## Kultur und Sehenswürdigkeiten

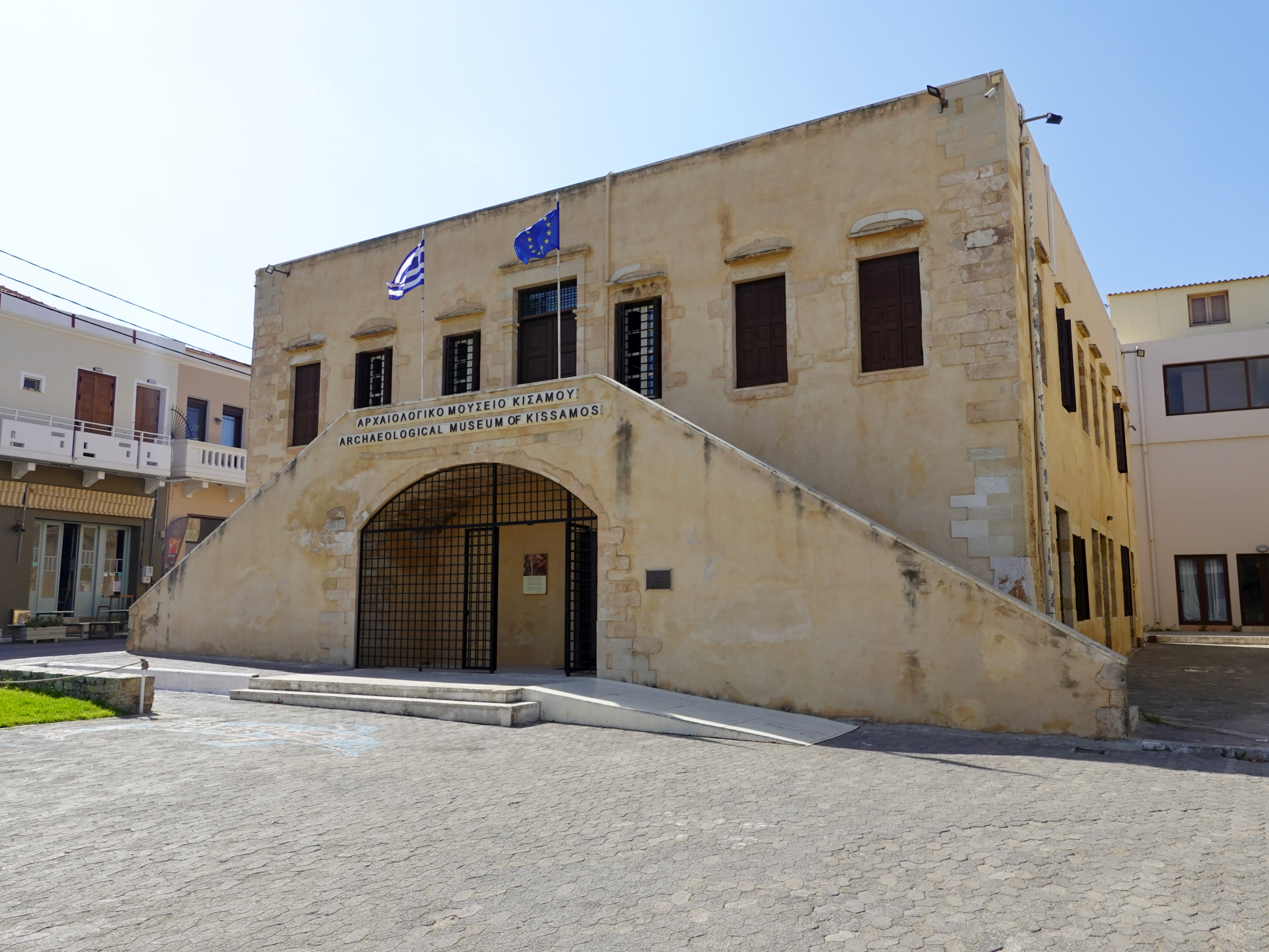
Archäologisches Museum

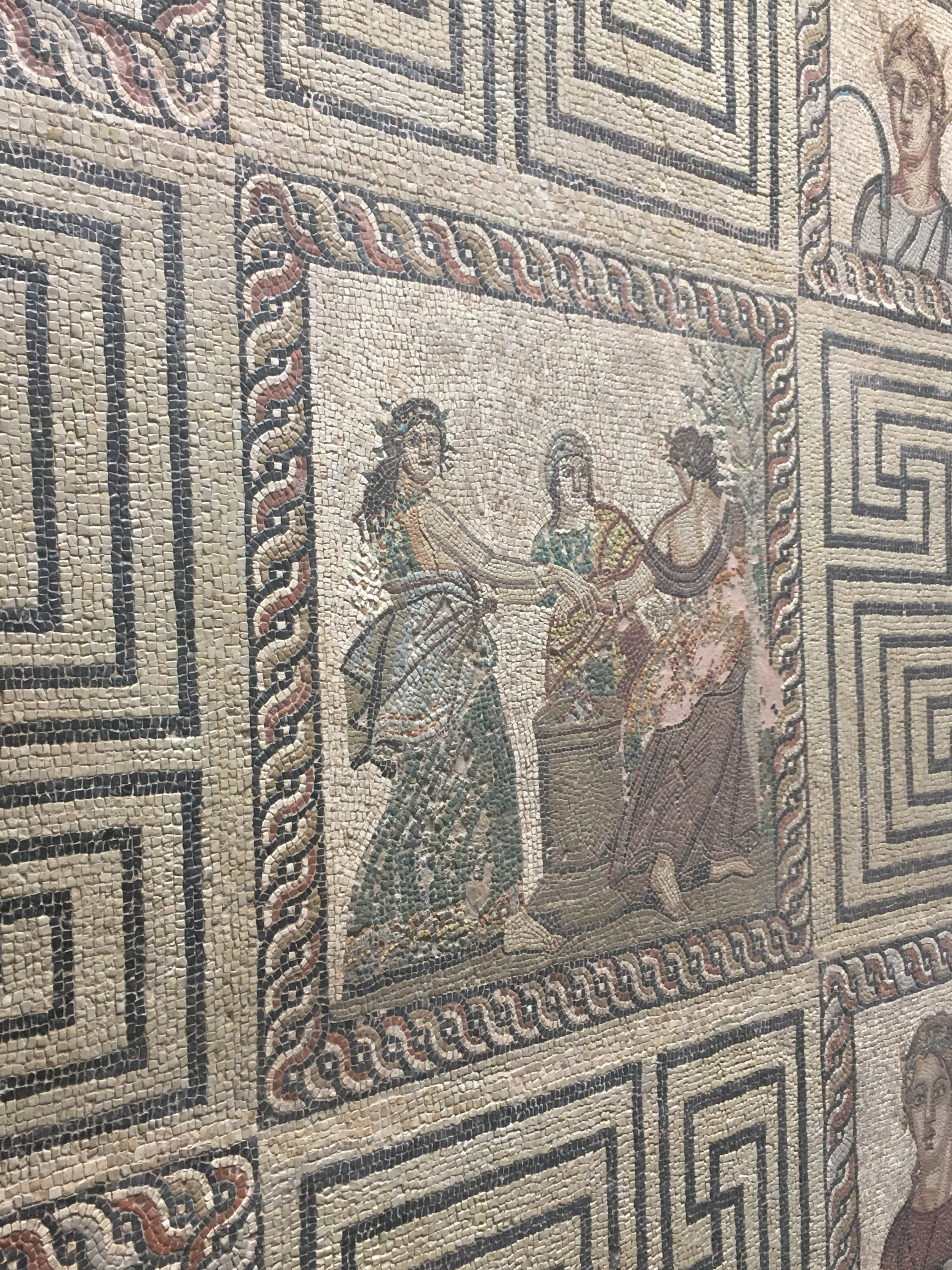
Mosaik im Museum

In Kissamos befindet sich ein archäologisches Museum, das in ein im Jahr 2000 eigens dafür renoviertes Gebäude aus der venezianischen Zeit im Stadtzentrum einzog. Die für griechische Verhältnisse aufwendige Ausstellung zeigt Fundstücke aus der Antike der Region von Kissamos.
Weitere Sehenswürdigkeiten bilden die venezianische Festung auf der Balos vorgelagerten Insel Imeri Gramvousa, die byzantinische Rotonda des Erzengels Michael in Episkopi, das Kloster Chrysoskalitissa, die Überreste des Artemis-Tempels in Diktynna auf der Rodopou und die antiken Funde in Falassarna und Polyrinia. Bei Kokkino Metochi befinden sich die Reste der venezianischen Villa Trevisan. Zudem gibt es in Milia ein Ökoprojekt mit Restaurant. Daneben liegt bei Kolymbari die orthodoxe Akademie Kretas beim Kloster Gonia. Außerdem gibt es bei Potamida Formationen aus Mergel, die Tropfsteinhöhle der heiligen Sophia findet sich bei Topolia und in Rokka Reste einer byzantinischen Festung.
Es finden überdies kulturelle Veranstaltungen in großer Zahl statt. Daran sind insbesondere die vielen örtlichen Kulturvereine (griechisch πολιτιστικός σύλλογος) beteiligt. Neben den Heiligenfesten (griechisch πανήγυρη) sind die jährliche Darstellung einer kretischen Hochzeit im Hochsommer und ein kleiner Karnevalsumzug im Frühjahr in Kissamos sowie das Kastanienfest im Oktober in Elos zu nennen. Jeden Sommer findet in Rokka ein mehrtägiges Kulturfestival statt.
In der weiteren Umgebung der Gemeinde befindet sich östlich der Deutsche Soldatenfriedhof in Maleme, im Südosten liegt mit der Samaria-Schlucht eine der längsten europäischen Schluchten, und im Süden die antiken Fundorte in Yrtakina, Elyros, Lissos und Syia nahe Paleochora.
Seit Januar 2022 befindet sich das Wrack des Frachtschiffes Manassa Rose M gut sichtbar in der nördlichen Bucht von Kissamos.

## Gemeindeansichten

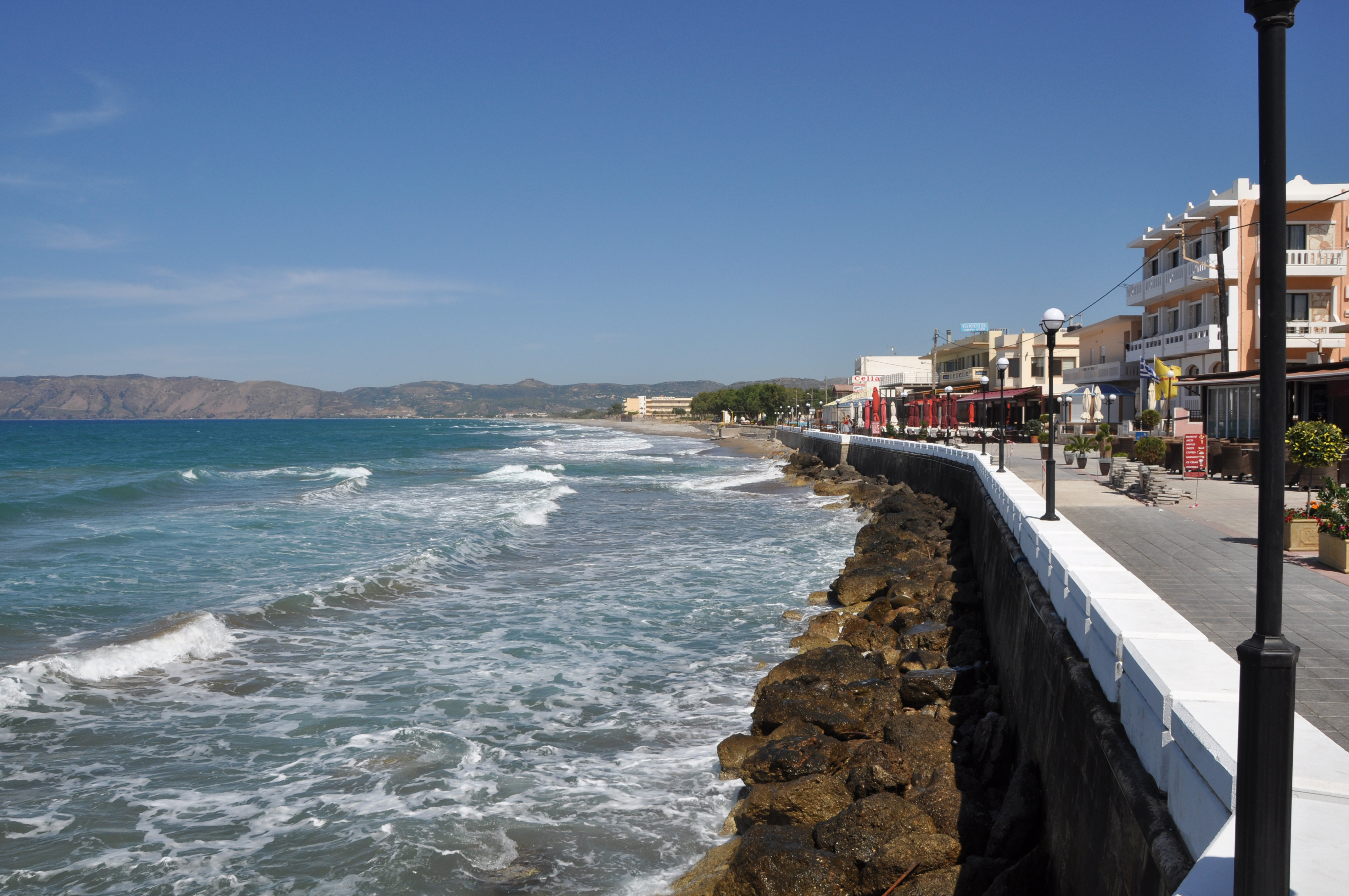
Strandpromenade Kissamos
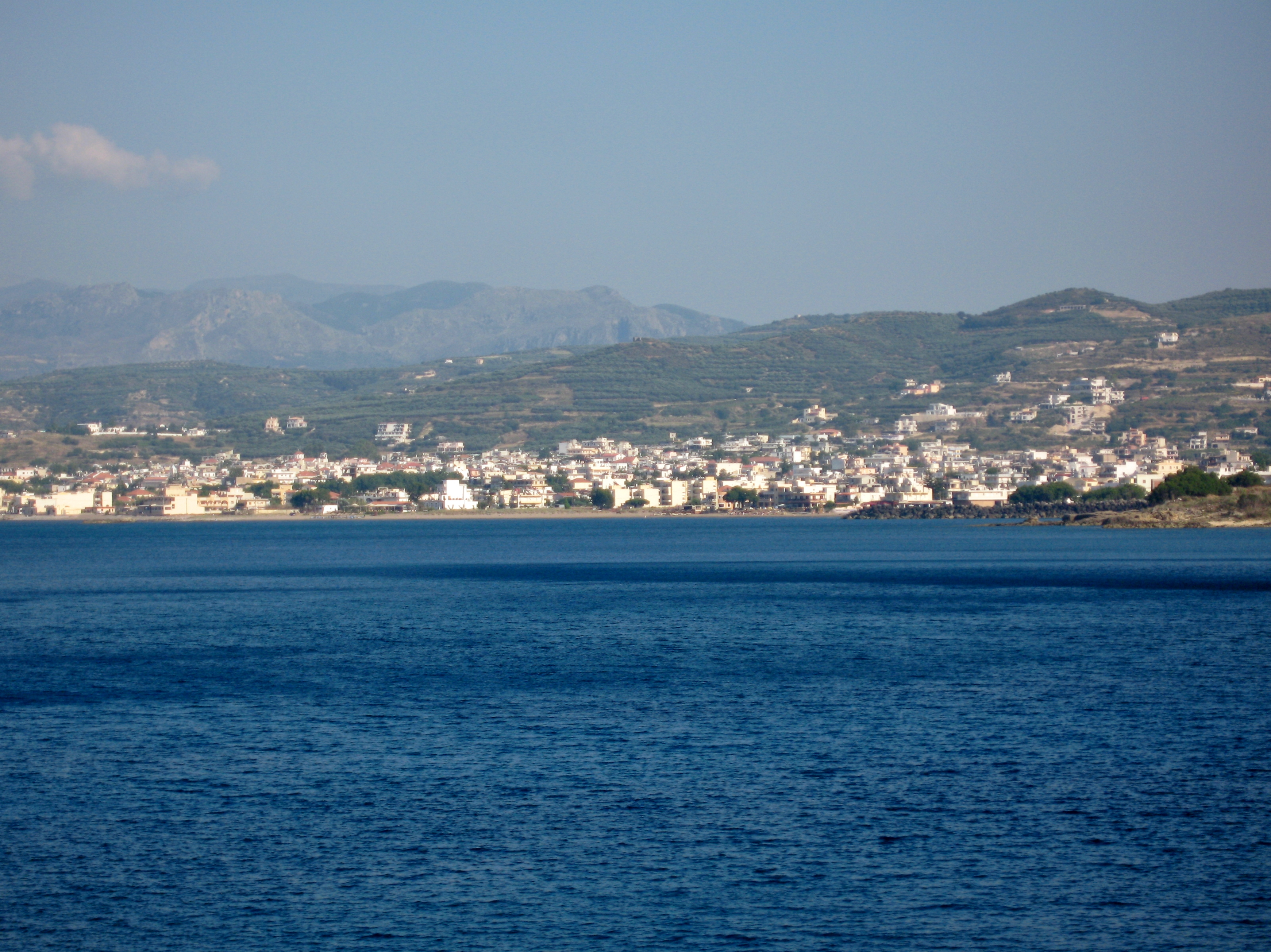
Blick vom Golf nach Kissamos
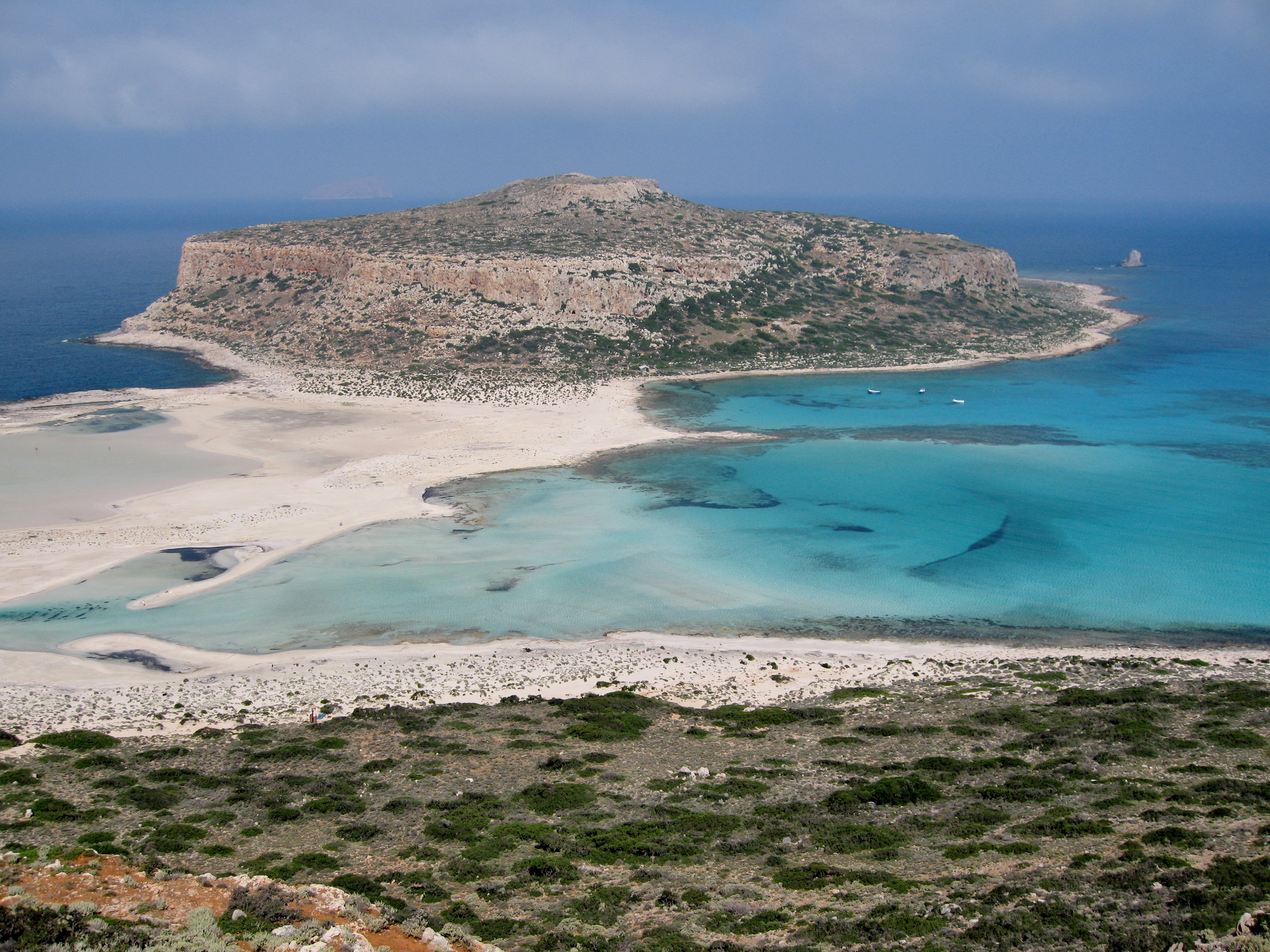
Bucht von Balos
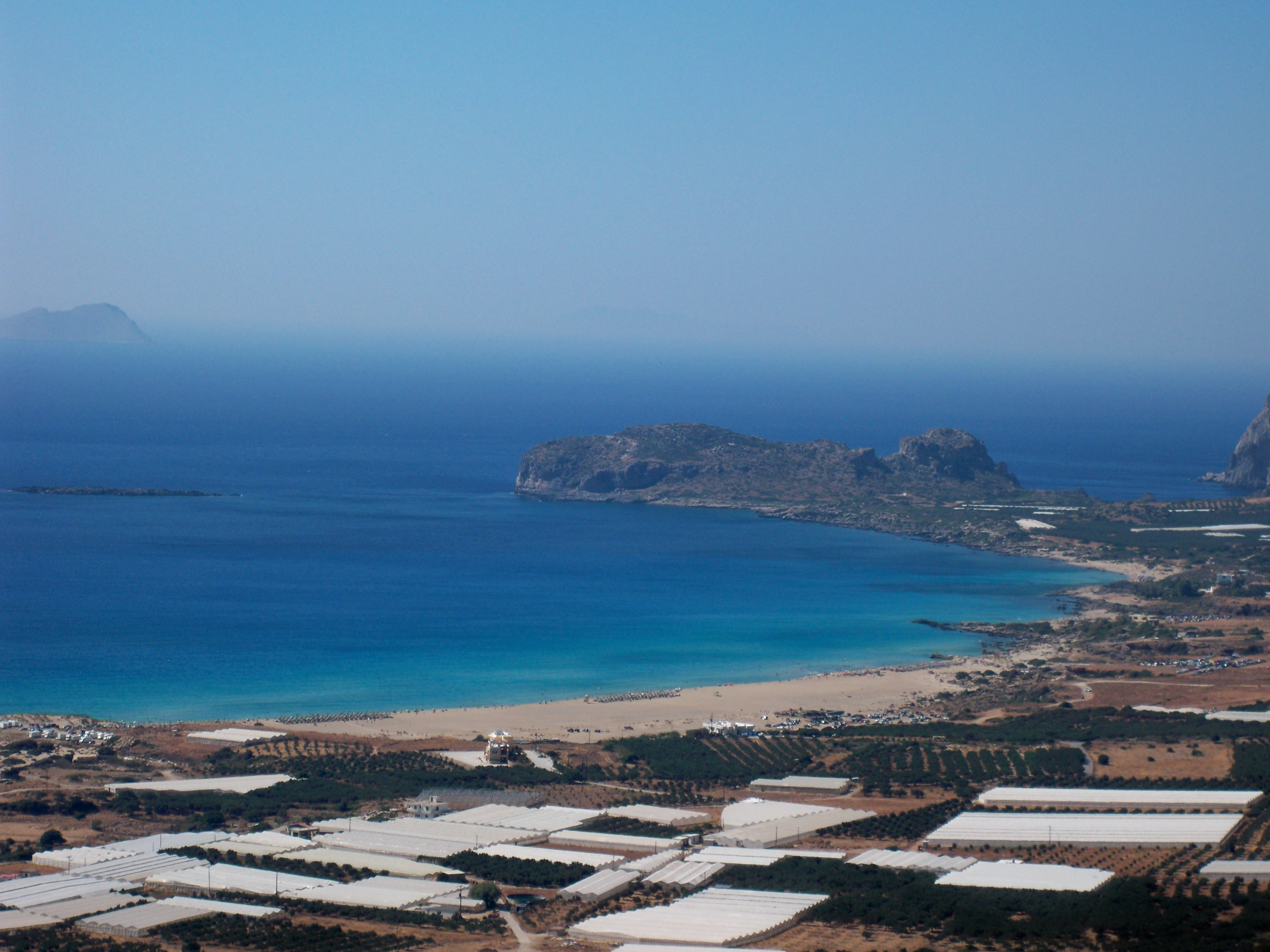
Falassarna
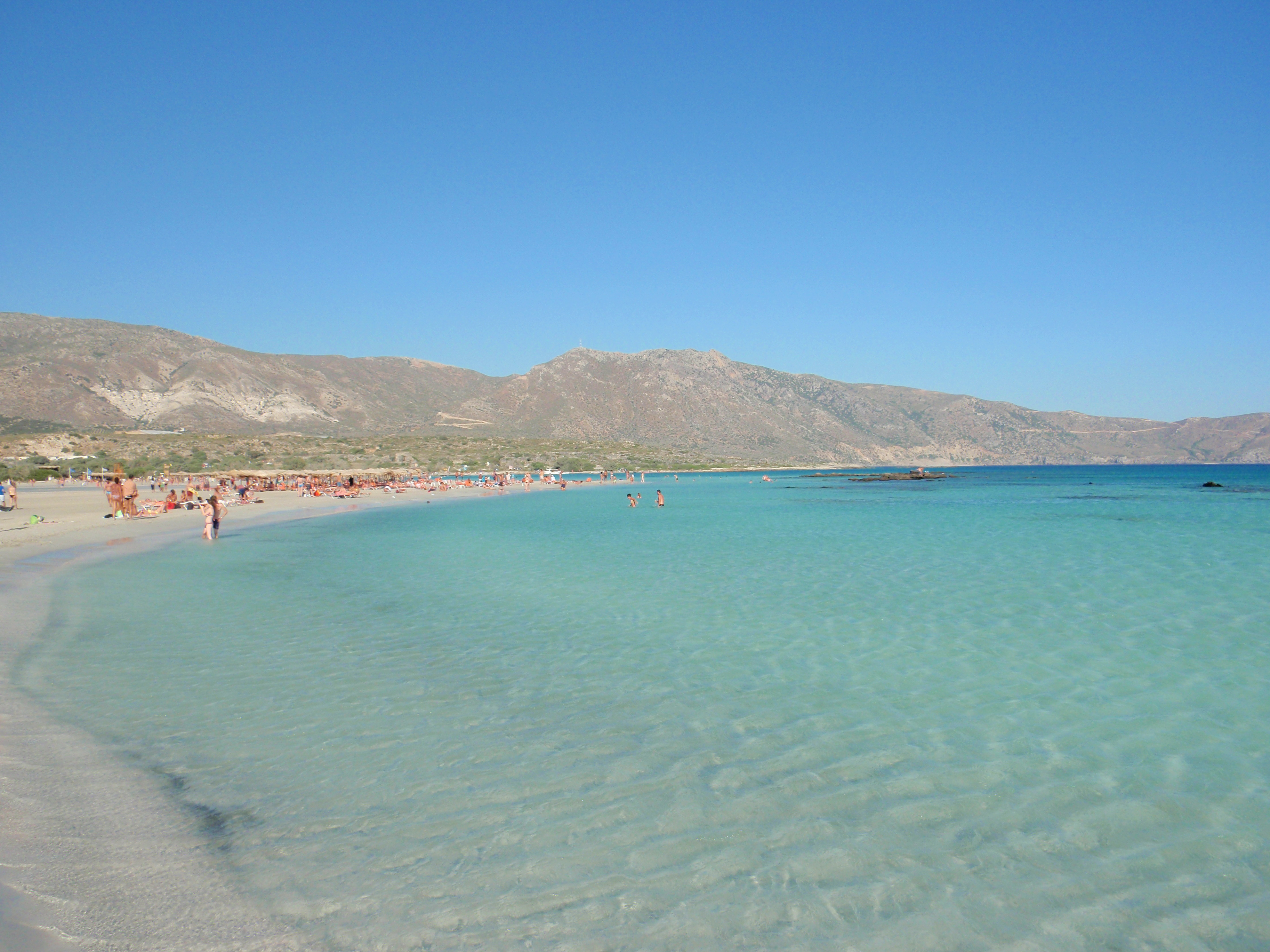
Strand von Elafonisi

## Sport
Der lokale Fußballverein Kissamikos spielt derzeit in der zweiten griechischen Liga.

## Persönlichkeiten, die vor Ort gewirkt haben
- Irineos Galanakis (1911–2013), von 1957 bis 1971 und wieder von 1982 bis 2005 Bischof, später Metropolit der Diözese Kissamos und Selino. Metropolit der Griechisch-orthodoxen Metropolie von Deutschland von 1971 bis 1980. Beteiligt an den Gründungen von ANEK Lines und ET.AN.AP. sowie der orthodoxen Akademie Kretas.